# デボラ・ラフィン
デボラ・ラフィン（Deborah Raffin、1953年3月21日 - 2012年11月21日）は、アメリカ合衆国の女優。

## 来歴
ロサンゼルス出身。母親は元女優のトルーディ・マーシャル、父親は実業家でユダヤ系アメリカ人、彼女自身もユダヤ教徒。
1973年、『エーゲ海の旅情』で女優デビュー。1974年、グレゴリー・ペックプロデュースの映画『ダブ』のヒロインに抜擢された。しかしその後は、1980年に映画『ラスト・レター』で第38回ゴールデングローブ賞 主演女優賞 (ドラマ部門)にノミネートされた一方で、第1回ゴールデンラズベリー賞でワースト主演女優賞にもノミネートされるなど、映画作品にはあまり恵まれず、主にテレビドラマに出演、人気ドラマ「7th Heaven」で1996年から2005年まで9年間にわたってジュリーおばさん役を演じて人気を博したほか、映画プロデューサーとしても活躍した。
2012年11月21日、白血病のため死去。59歳。

## 主な出演作品
- エーゲ海の旅情 40 Carats (1973)
- ダブ Dove (1974)
- いくたびか美しく燃え Once Is Not Enough (1975)
- ディーモン/悪魔の受精卵 God Told Me To (1976)
- 女子大生恐怖の体験旅行 Nightmare in Badham County (1976) テレビ映画
- センチネル The Sentinel (1977)
- ランサム The Ransom (1977)
- スキーリフト殺人事件 Ski Lift to Death (1978) テレビ映画
- ハンギング・オン・スター Hanging on a Star (1978)
- トンチキ恋愛講座 How to Pick Up Girls (1978) テレビ映画
- ラスト・レター Touched by Love (1980)
- キリング・バレー Killing at Hell's Gate (1981) テレビ映画
- ファール・プレイ Foul Play (1981) テレビドラマ
- ジャングル・ヒート Dance of the Dwarfs (1983)
- 忘られぬ死 Sparkling Cyanide (1983) テレビ映画
- フィービー・ケイツの レース2 Lace II (1985) テレビ映画
- スーパー・マグナム Death Wish 3 (1985)
- グリズリー2 Grizzly II: The  Concert (1987)
- M&A/タイパンと呼ばれた男 Noble House (1988) テレビミニシリーズ
- ナイト・オブ・ザ・フォックス Night of the Fox (1990) テレビ映画
- スキャナーズ2 Scanners II: The New Order (1991)
- シドニー・シェルダン/時間の砂 The Sands of Time (1993) テレビ映画
- モーニング・グローリー 輝ける朝 Morning Glory (1993) テレビ映画
- 7th Heaven (1996 - 2005) テレビドラマ
- ブック・オブ・デイズ/死を告げる書 Book of Days (2003) テレビ映画
- アメリカン・ティーンエイジャー ～エイミーの秘密～ The Secret Life of the American Teenager (2008 - 2010) テレビドラマ

## プロデュース作品
- オスカー・ワイルド Wilde (1997) 製作総指揮
- デス・ゲーム2025 Futuresport (1998) テレビ映画、製作総指揮